# Acryptolaria infinita
Acryptolaria infinita is een hydroïdpoliep uit de familie Lafoeidae. De poliep komt uit het geslacht Acryptolaria. Acryptolaria infinita werd in 2010 voor het eerst wetenschappelijk beschreven door Peña Cantero & Vervoort. 